# Saulgé-l'Hôpital

Saulgé-l'Hôpital este o comună în departamentul Maine-et-Loire, Franța. În 2009 avea o populație de 538 de locuitori.